# Asmeringa africana
Asmeringa africana är en tvåvingeart som beskrevs av Wirth 1956. Asmeringa africana ingår i släktet Asmeringa och familjen vattenflugor. Inga underarter finns listade i Catalogue of Life.